# Fortín Sargento Cabral
Fortín Sargento Cabral es el nombre que recibe el núcleo poblacional civil que Argentina posee en la Base Esperanza, ubicada en la bahía Esperanza de la península Antártica. Está ubicado a 1150 km al sudeste de Ushuaia, la capital de la provincia argentina de Tierra del Fuego, Antártida e Islas del Atlántico Sur. Cuando fue inaugurado en 1978 se constituyó en el único establecimiento de la Antártida en donde hay personal temporal cumpliendo funciones militares, científicas o de servicio acompañados de sus familias. Desde 1984 Villa Las Estrellas en la Base Presidente Eduardo Frei Montalva de Chile en las Shetland del Sur fue establecida con la misma finalidad. Es, sin embargo, el único núcleo poblacional civil que se encuentra en la tierra continental antártica y desde el cierre de la Escuela F-50 en noviembre de 2018, que Chile poseyó durante 33 años en Villa Las Estrellas, la única población de niños en la Antártida.
| Parámetros climáticos promedio de Fortin Sargento Cabral | Parámetros climáticos promedio de Fortin Sargento Cabral | Parámetros climáticos promedio de Fortin Sargento Cabral | Parámetros climáticos promedio de Fortin Sargento Cabral | Parámetros climáticos promedio de Fortin Sargento Cabral | Parámetros climáticos promedio de Fortin Sargento Cabral | Parámetros climáticos promedio de Fortin Sargento Cabral | Parámetros climáticos promedio de Fortin Sargento Cabral | Parámetros climáticos promedio de Fortin Sargento Cabral | Parámetros climáticos promedio de Fortin Sargento Cabral | Parámetros climáticos promedio de Fortin Sargento Cabral | Parámetros climáticos promedio de Fortin Sargento Cabral | Parámetros climáticos promedio de Fortin Sargento Cabral | Parámetros climáticos promedio de Fortin Sargento Cabral |
| Mes                                                      | Ene.                                                     | Feb.                                                     | Mar.                                                     | Abr.                                                     | May.                                                     | Jun.                                                     | Jul.                                                     | Ago.                                                     | Sep.                                                     | Oct.                                                     | Nov.                                                     | Dic.                                                     | Anual                                                    |
| -------------------------------------------------------- | -------------------------------------------------------- | -------------------------------------------------------- | -------------------------------------------------------- | -------------------------------------------------------- | -------------------------------------------------------- | -------------------------------------------------------- | -------------------------------------------------------- | -------------------------------------------------------- | -------------------------------------------------------- | -------------------------------------------------------- | -------------------------------------------------------- | -------------------------------------------------------- | -------------------------------------------------------- |
| Temp. máx. abs. (°C)                                     | 16.0                                                     | 14.5                                                     | 11.4                                                     | 9.5                                                      | 8.1                                                      | 7.2                                                      | 8.9                                                      | 9.8                                                      | 12.4                                                     | 14.5                                                     | 15.3                                                     | 16.6                                                     | 16.6                                                     |
| Temp. máx. media (°C)                                    | 6.5                                                      | 5.2                                                      | 3.4                                                      | 2.1                                                      | 1.1                                                      | 0.3                                                      | 1.3                                                      | 1.7                                                      | 2.9                                                      | 3.7                                                      | 4.7                                                      | 6.1                                                      | 3.3                                                      |
| Temp. media (°C)                                         | 1.2                                                      | 0.1                                                      | -2.1                                                     | -4.3                                                     | -5.6                                                     | -7.5                                                     | -6.4                                                     | -4.2                                                     | -2.1                                                     | 0.1                                                      | 0.8                                                      | 1.5                                                      | -2.4                                                     |
| Temp. mín. media (°C)                                    | -3.8                                                     | -4.9                                                     | -6.7                                                     | -8.9                                                     | -10.2                                                    | -13.5                                                    | -9.4                                                     | -8.5                                                     | -6.4                                                     | -4.3                                                     | -2.1                                                     | -2.9                                                     | -6.8                                                     |
| Temp. mín. abs. (°C)                                     | -19.6                                                    | -21.3                                                    | -25.4                                                    | -30.1                                                    | -33.5                                                    | -37.5                                                    | -41.2                                                    | -36.4                                                    | -28.6                                                    | -23.1                                                    | -19.7                                                    | -16.7                                                    | -41.2                                                    |
| Horas de sol                                             | 14.2                                                     | 10.6                                                     | 8.6                                                      | 6.0                                                      | 4.2                                                      | 2.1                                                      | 4.7                                                      | 7.6                                                      | 9.7                                                      | 13.2                                                     | 16.4                                                     | 14.2                                                     | 111.5                                                    |
| [cita requerida]                                         |                                                          |                                                          |                                                          |                                                          |                                                          |                                                          |                                                          |                                                          |                                                          |                                                          |                                                          |                                                          |                                                          |

## Antecedentes
La Base Esperanza fue inaugurada el 17 de diciembre de 1952, aunque la precedió el Destacamento Naval Esperanza, inaugurado el 31 de marzo de 1952. El 28 de febrero de 1976 se inauguró en la base la capilla "San Francisco de Asís", la primera instalación del culto católico en la Antártida, celebrándose en ella el 16 de febrero de 1978 el primer casamiento religioso en el continente.
La totalidad de la base tiene una población promedio de 40 personas, llegando un promedio anual de 1100 turistas a visitarla.

## Fortín Sargento Cabral

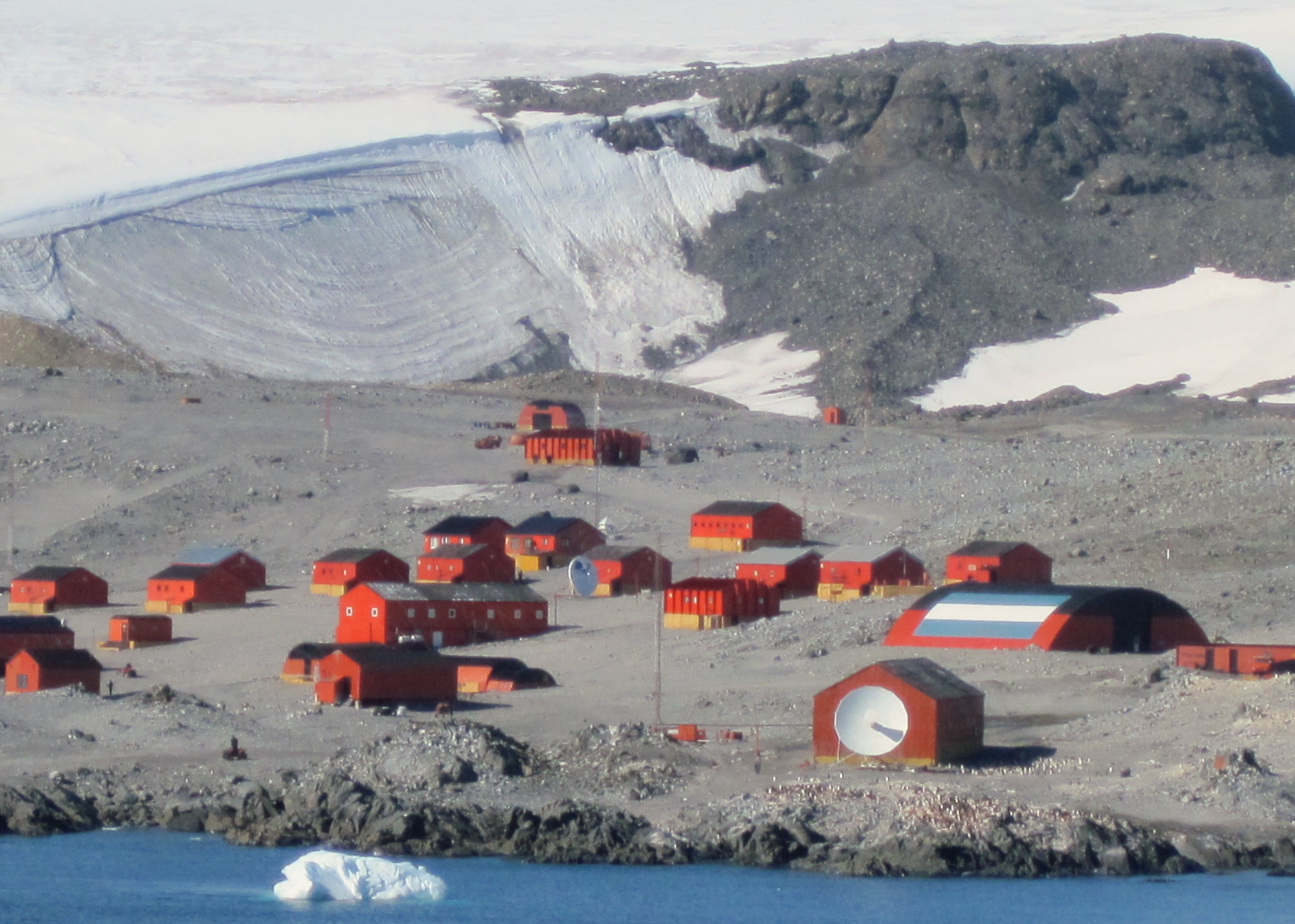
Vista de la Base Esperanza.

El director del Instituto Antártico Argentino, general Hernán Pujato, fue el precursor de la instalación del Fortín Sargento Cabral cuando el 13 de agosto de 1954 propuso al Gobierno argentino crear un caserío en cabo Primavera para poblarlo con grupos familiares. La idea tenía por finalidad afianzar los derechos argentinos en esa parte de la Antártida, por lo que escribió en el informe elevado al gobierno:

Acerca de esos primeros pobladores que con su permanencia, con los hijos que vendrán y con las posibles actividades que en ese medio se podrán desarrollar; harán por los derechos del país más que todo cuanto hasta hoy se ha hecho.

El plan no se llevó a ejecución hasta 1977, cuando se eligió a la Base Esperanza como el lugar de radicación de las familias que viajaron a fines de ese año para invernar en la base. El 7 de enero de 1978 nació allí Emilio Marcos Palma, la primera persona nacida en el continente antártico. Su bautismo en la capilla católica el 7 de enero de 1978 fue el primero en el continente. Su padre, su madre embarazada de 7 meses y 3 hermanos fueron trasladados a la Antártida con la finalidad de lograr el primer nacimiento antártico.
Luego de finalizar la construcción de las casas, el Fortín Sargento Cabral fue inaugurado el 17 de febrero de 1978. Teniendo en ese entonces 5 casas para las familias que invernaron allí ese año.
Las familias fundadoras fueron: el teniente coronel Ignacio Carro, su esposa María Adelaida Costa y sus 4 hijos María Adelaida, Ignacio, María Elena y Javier Horacio; el teniente primero Dr. Carlos Alberto Galcerán y su esposa; el sargento mayor Orlando Hugo Britos, su esposa y 2 hijos; el sargento primero Carlos Alberto Sugliano y su esposa; el sargento primero Julio César Garrastazul, su esposa y un hijo; el sargento primero Carlos Galeazzi y su esposa y su hija; el sargento primero César Benítez; el sargento Néstor Arturo Delgado, su esposa embarazada y 2 hijos; el primer alférez de Gendarmería Nacional Argentina Juan Carlos Salazar, su esposa y 2 hijos; el sacerdote católico Buenaventura de Filippis; y el civil Nereo Sosa. En total el fortín alojó ese invierno a 9 militares, 2 hombres civiles, 8 esposas de militares, 6 niñas y 6 niños. A los que se agregó que el 27 de marzo nació allí la primera niña nacida en la Antártida, Marisa de las Nieves Delgado. El 14 de mayo de 1978 fue inaugurada una guardería infantil, un jardín de infantes y la primera escuela de la Antártida, con nivel primario y secundario, que dependía del Instituto "Dr. Damaso Centeno".
Al llegar la temporada estival se ampliaron las instalaciones del Fortín Sargento Cabral, por lo que a principios de 1979 la población aumentó a 10 familias con 16 niños. Para la asistencia médica fue construido ese año el Sanatorio "Cruz del Sur", en donde nacieron Rubén Eduardo de Carli (el 21 de septiembre de 1979) y Francisco Javier Sosa (el 11 de octubre de 1979). El 20 de octubre de 1979 comenzó a transmitir desde la base la radiodifusora LRA 36 "Arcángel San Gabriel", primera en la Antártida.
En el verano de 1979-1980 fueron nuevamente ampliadas las instalaciones, alojándose en 13 casas durante 1980 14 familias con 17 niños. El 14 de enero de 1980 nació allí Silvina Analía Arnouil, el 24 de enero de 1980 nació José Manuel Valladares y el 4 de febrero de 1980 Lucas Daniel Posse. El 20 de junio de 1980 se inauguró instalaciones del Radio Club Argentino en la base. El 3 de mayo de 1983 nació María Sol Cosenza, el último de los 8 nacimientos en la Base Esperanza.

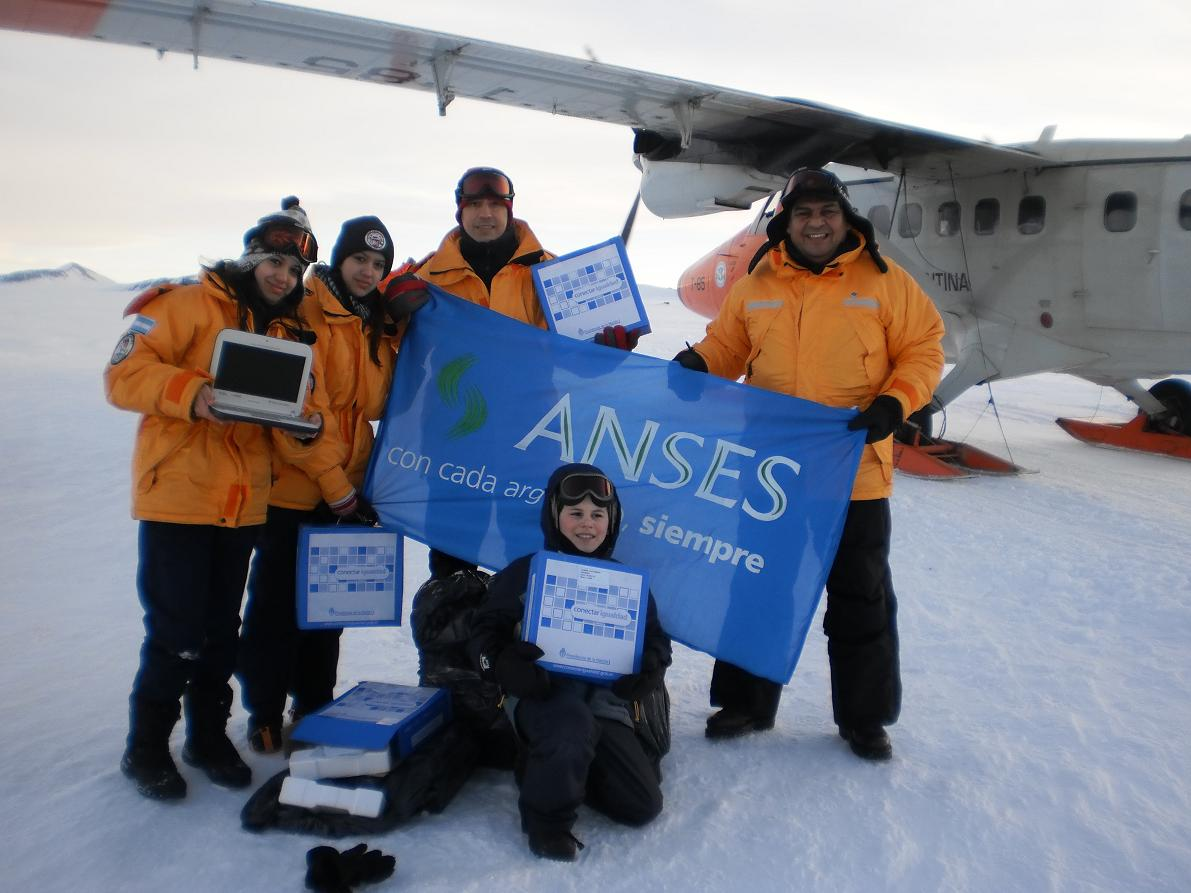
Alumnos y docentes de la escuela recibiendo computadoras portátiles en 2011.

El 11 de agosto de 1997 la escuela pasó a depender del Ministerio de Educación de la provincia de Tierra del Fuego, Antártida e Islas del Atlántico Sur, siendo renombrada "Escuela Provincial Nº 38 - Presidente Julio Argentino Roca" para el nivel primario, y para el secundario continuó con el Servicio de Educación a Distancia del Ejército que existía desde el 1 de enero de 1992.
Existen también allí una oficina del Correo Argentino y la Oficina N° 2506 del Registro Nacional de las Personas, que está a cargo del oficial de la Gendarmería Nacional Argentina encargado de la delegación de la Dirección Nacional de Migraciones que da ingreso legal al territorio argentino a los turistas que visitan la base.
El censo del 24 de octubre de 2010 dio como resultado 66 habitantes de la base, incluyendo 9 familias con 16 niños.